# Гуатапара
Гуатапара (порт. Guatapará) — муниципалитет в Бразилии, входит в штат Сан-Паулу. Составная часть мезорегиона Рибейран-Прету. Входит в экономико-статистический микрорегион Рибейран-Прету. Население составляет 6791 человек на 2006 год. Занимает площадь 412,637 км². Плотность населения — 16,5 чел./км².
Праздник города — 5 ноября.

## История
Город основан 9 января 1990 года.

## Статистика
- Валовой внутренний продукт на 2003 год составляет 164 459 492,00 реалов (данные: Бразильский институт географии и статистики).
- Валовой внутренний продукт на душу населения на 2003 год составляет 24 925,66 реалов (данные: Бразильский институт географии и статистики).
- Индекс развития человеческого потенциала на 2000 год составляет 0,776 (данные: Программа развития ООН).